# Mapa del flujo de valor
El Mapa del flujo de valor es una herramienta utilizada en Lean manufacturing para analizar los flujos de materiales e información que se requieren para poner a disposición del cliente un producto o servicio. Esta herramienta se conocía con el nombre de Mapa del flujo de materiales e información.
“(…) el propósito de la herramienta es mapear las actividades con y sin valor añadido necesarias para llevar una familia de productos desde materia prima a producto terminado, con el objetivo de localizar oportunidades de mejora mediante unas pautas basadas en conceptos de la Producción Ajustada para posteriormente graficar un posible estado futuro y lanzar proyectos de mejora.”  
El mapa de la cadena de valor (VSM) es una técnica para representar gráficamente los procesos de una empresa, y con esta visión gráfica reflejamos también el flujo de la información entre los procesos para indicar qué hay que hacer, cómo y cuándo, así mismo señala que este proceso no termina nunca, ya que cada vez que se alcanza el estado futuro hay que diseñar un nuevo futuro, esto es la mejora continua que se busca conseguir. 
El Value Stream Mapping o Mapeado de la Cadena de Valor fue desarrollado por Toyota, creando así, una potente herramienta visual que es usada para generar mapas de flujo de información y materiales de gran importancia para entender un sistema productivo
La representación gráfica permite a los stakeholders de una organización, visualizar y entender el proceso y sobre todo reconocer el valor, diferenciarlo del desperdicio y crear un plan para eliminarlo dentro del proceso. Así mismo, resulta de gran utilidad para adquirir una visión global del proceso productivo más allá de unidades específicas de producción

## Cadena de valor
La Cadena de valor proporciona un modelo de aplicación general que permite representar de manera sistemática las actividades de cualquier organización, ya sea aislada o que forme parte de una corporación. Se basa en los conceptos de costo, valor y margen
Entonces es una secuencia de actividades o pasos (con o sin aporte de valor) desarrolladas para conseguir un determinado producto o servicio a través de las tres tareas típicas de gestión de un negocio:
1. Tareas de resolución de problemas: Desde el diseño hasta el lanzamiento de un producto.
2. Tareas de gestión de la información: Desde la recepción de pedidos hasta la planificación de la expedición.
3. Tareas de transformación física: La transformación desde materias primas hasta producto terminado.

## Implementación
1. Identificar el producto o servicio
2. Dibujar el mapa de flujo de valor tal como está el proceso, mostrando cada una de las etapas, las esperas y la información que se requieren para entregar el producto o servicio. Existen símbolos estandarizados que representan los distintos elementos de la cadena de valor.
3. Identificar sobre el mapa los desperdicios que se encuentran (aquello que no aporta valor para el cliente). Para ello suelen buscarse los 7 desperdicios según el lean: sobreproducción, tiempo de espera, transportes innecesarios, exceso de procesado, inventario, movimientos innecesarios y defectos.
4. Dibujar el mapa de estado futuro, es decir, el mapa como queda una vez eliminados los desperdicios.
5. Implementar un plan de acciones de mejora (eventos kaizen) para llegar al mapa de estado futuro.

Diversos autores , , señalan que son 4 los pasos para implementar el Value Stream Mapping:
1. Identificar el producto
2. Crear el VMS actual
3. Crear un estado futuro
4. Implementar y practicar el plan final

### ¿Dónde se utiliza?
Si bien la herramienta fue creada inicialmente para el sector manufacturero esto no significa que sea exclusiva de este sector, sino que también se puede aplicar a las empresas de otros servicios. Aunque el mapa del flujo de valor se asocia tradicionalmente con el sector industrial, ha demostrado su efectividad para mejorar procesos en otros sectores, como el de servicios, logística, hospitalarios, desarrollo de software, etc.

### Beneficios
Los beneficios del Value Stream Mapping son fundamentalmente tres:
1. Provee de una visión holística de todo el flujo: Al mapear el flujo de valor, se puede lograr una mejor comprensión de todo el proceso. El acto de conectar partes separadas en un sistema más holístico ayuda al equipo a identificar tanto las funciones necesarias como las innecesarias, lo que permite eliminar o cambiar estas últimas para mejorar el flujo del proceso. El VSM también ayuda a descubrir cualquier problema potencial de información que no sea fácil de identificar dentro del sistema de producción. La visualización de trabajos no visibles, como los intercambios de información, es importante para comprender cómo se realiza el trabajo.
2. Identifica los residuos: La aplicación del VSM para mapear el estado actual del producto o servicio muestra los procesos con valor añadido y sin valor añadido y los residuos durante el proceso de producción. Además, el mapa del flujo de valor puede identificar claramente los siete tipos de residuos más comunes: Sobreproducción, Espera, Transporte, Procesamiento extra, Inventario, Movimiento y Defectos.
3. Genera planes de mejora: Una vez identificados los despilfarros en el proceso de producción, el equipo puede empezar a elaborar un plan de mejora utilizando conceptos lean para eliminar los despilfarros y añadir valor. El VSM se centra en la experimentación calculada en determinadas partes del proceso antes de perturbar el flujo del resto de la empresa.

También se mencionan 3 beneficios adicionales
1. Puede ejecutarse de manera fácil y rápida.
2. Es un método “barato” ya que no necesita de equipos o mucho personal.
3. Fácil de entender y aprender

Se debe considerar que en diversas plantas de producción a nivel mundial se pone en práctica las herramientas de producción lean, maximizando el valor para el cliente y minimizando los residuos, logrando así la excelencia en la fabricación mediante la creación de más valor con menos recursos. El despilfarro o pérdidas son actividades que no añaden valor al producto y tienen un coste enorme para las empresas, entonces las reparaciones, la sustitución de la producción y la inspección suponen un desperdicio de tiempo y esfuerzo. Y es mediante la eliminación de los residuos a lo largo de todo el proceso de fabricación que las empresas son capaces de crear procesos que necesitan menos esfuerzo humano, menos espacio, menos capital y menos tiempo para producir productos de alta calidad y menor coste en comparación con los sistemas empresariales tradicionales. El sistema de fabricación ajustada consiste en la eliminación sistemática de siete tipos de residuos y en la aplicación de los conceptos de flujo de trabajo continuo de una pieza y de atracción del cliente
Por lo tanto, el Value Stream Mapping (VSM) sirve como guía principal del Lean Manufacturing, El VSM es una herramienta que permite trazar un mapa de los procesos globales del producto seleccionado, identificar los residuos en el área de producción y determinar el tiempo de entrega. Es así que la implementación de esta herramienta, permite que en la empresa se puedan plantear un sinfín de mejoras. Los principios y prácticas del Lean Manufacturing están reconocidos en todo el mundo como una forma eficaz y poderosa de crear y mantener empresas e instituciones en continua mejora